# Haido Alexouli
Haido Alexouli (in greco Χάιδω Αλεξούλη?; Larissa, 29 marzo 1991) è una lunghista greca.

## Palmarès
| Anno | Manifestazione          | Sede           | Evento         | Risultato | Prestazione | Note |
| ---- | ----------------------- | -------------- | -------------- | --------- | ----------- | ---- |
| 2007 | Mondiali allievi        | Ostrava        | Salto in lungo | nm        | nm          |      |
| 2016 | Europei                 | Amsterdam      | Salto in lungo | 14ª (q)   | 6,43 m      |      |
| 2016 | Giochi Olimpici         | Rio de Janeiro | Salto in lungo | 32ª (q)   | 6,13 m      |      |
| 2017 | Mondiali                | Londra         | Salto in lungo | 26ª (q)   | 5,94 m      |      |
| 2018 | Giochi del Mediterraneo | Tarragona      | Salto in lungo | 8ª        | 6,39 m      |      |
| 2018 | Europei                 | Berlino        | Salto in lungo | 23ª (q)   | 6,21 m      |      |